# Индольская низменность
Индольская низменность (укр. Індольська низовина) — низменность (низменная равнина) на северо-востоке Крымского полуострова. Расположена между устьем реки Мокрый Индол (Индол) и южной оконечностью косы Арабатская Стрелка, прилегающую к юго-восточной части залива Сиваш (Южный Сиваш) Азовского моря. Занимает северо-восток Советского района, север Кировского районов, северо-западную оконечность Ленинского района Крыма.

## Описание
На севере расположен залив Сиваш Азовского моря, на северо-запад вдоль Сиваша переходит в Присивашскую низменность, на восток — Керченская возвышенность, на запад и юг — Центрально-Крымская равнина. Низменности соответствует Восточный Присивашский район физико-географической области Северо-Крымская низменная степь — западная её часть, Индольский район физико-географической области Центрально-крымская равнинная степь — восточная. Согласно другой характеристике, северная часть низменности — Южно-Сивашский район Присивашско-Крымской низменной области, южная часть — Индольский район Центрально-Крымской возвышенной области. Её поверхность повышается с севера на юг от 0 до 30 м. Наинизшая точка — урез воды залива Сиваш −0,4 м. Наивысшей точкой служат множество безымянных холмов.
Береговая линия залива Сиваш плавная слабо-извилистая, в отличие от Западного Сиваша. Здесь расположены немногочисленные участки суши периодически затапливаемые (водами Сиваша) под действием ветра — ветровых нагонов, крупнейший участок расположен у села Красновка. На низменности нет озёр, есть небольшие пруды. Здесь протекают реки Мокрый Индол, Субаш, Чурюк-Су, балка Курпеченкая; созданы каналы (что севернее Северо-Крымского канала).

Галерея
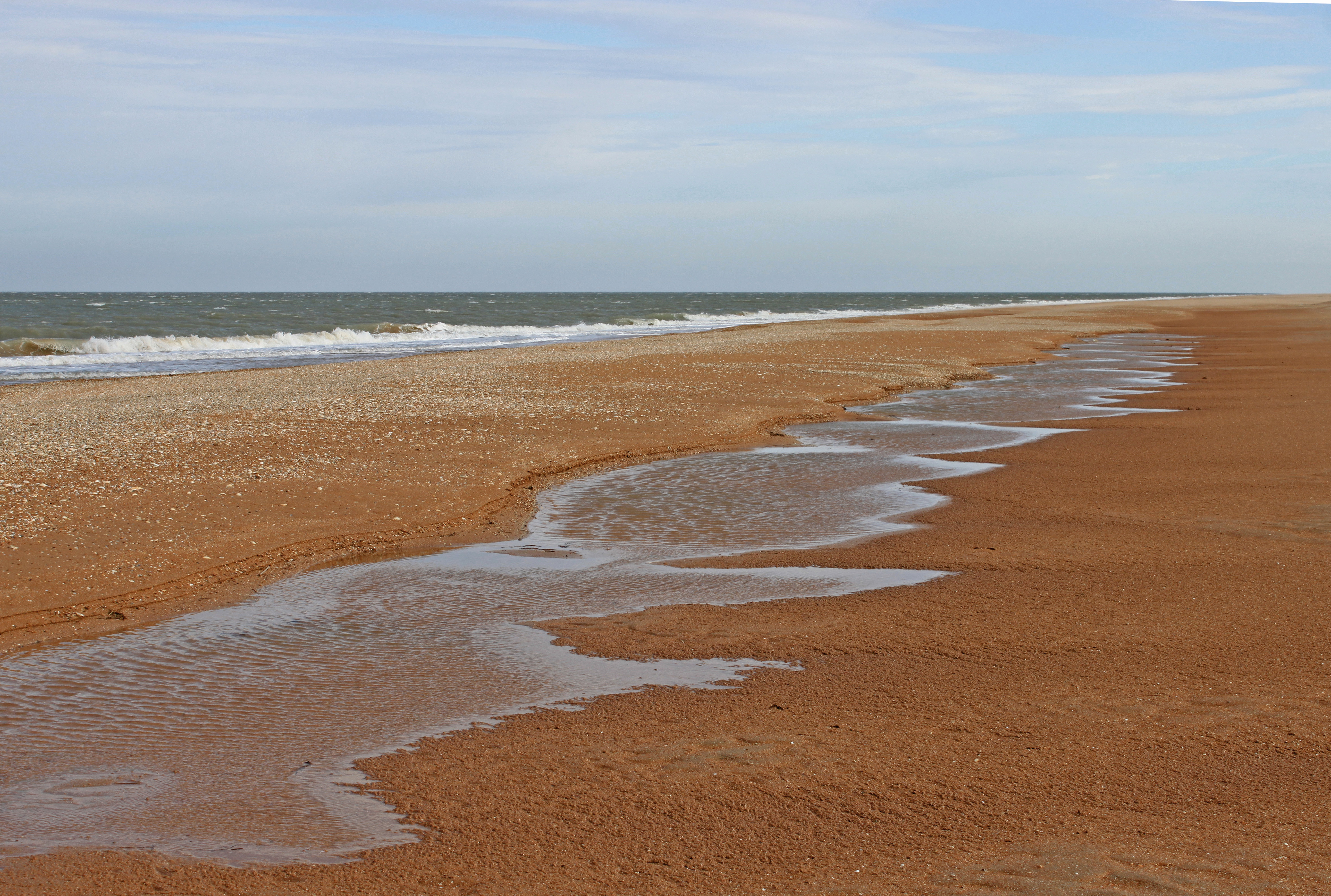
Прибрежно-водный комплекс на Арабатской Стрелке
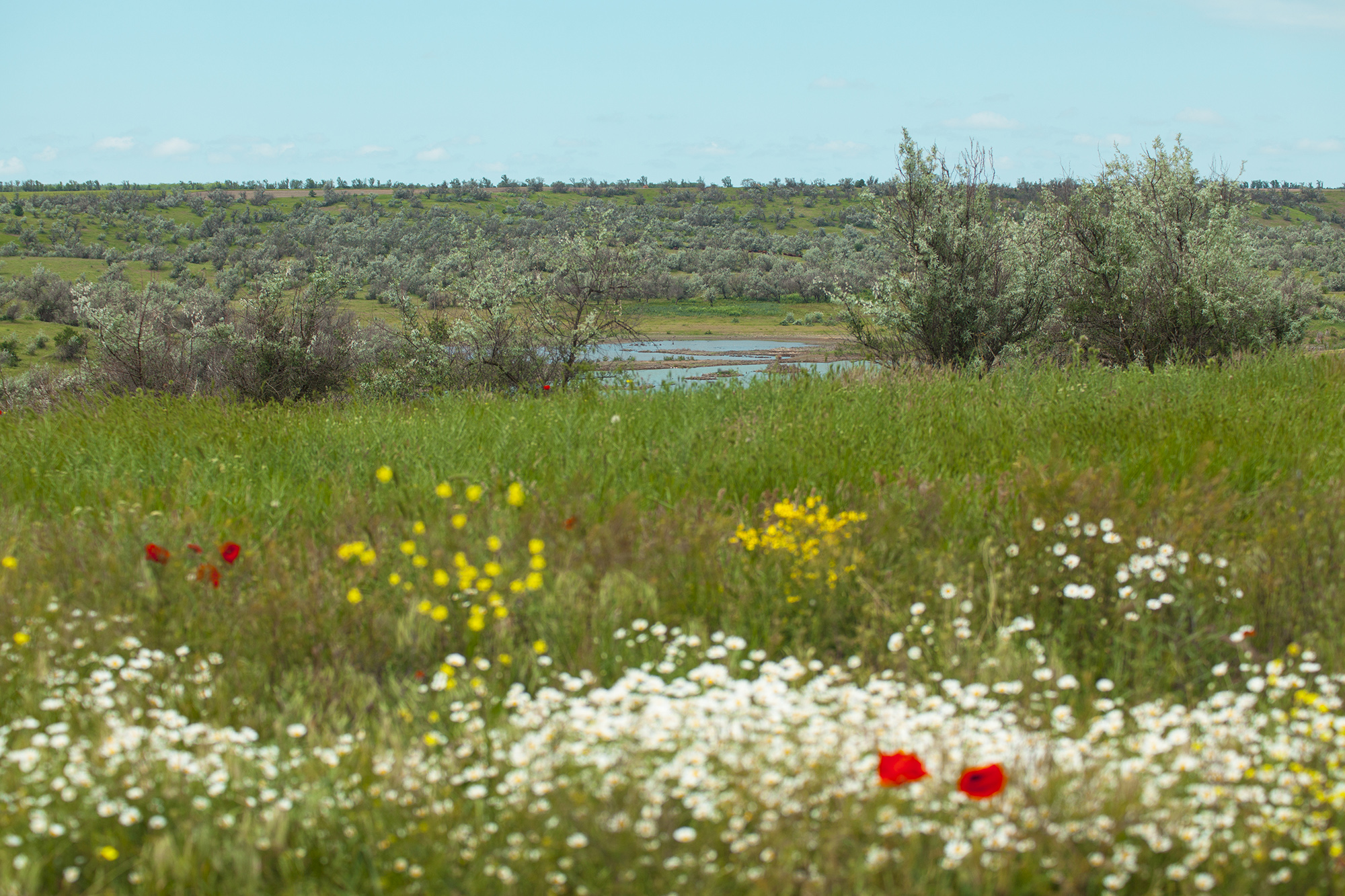
Ландшафт низменности: степь
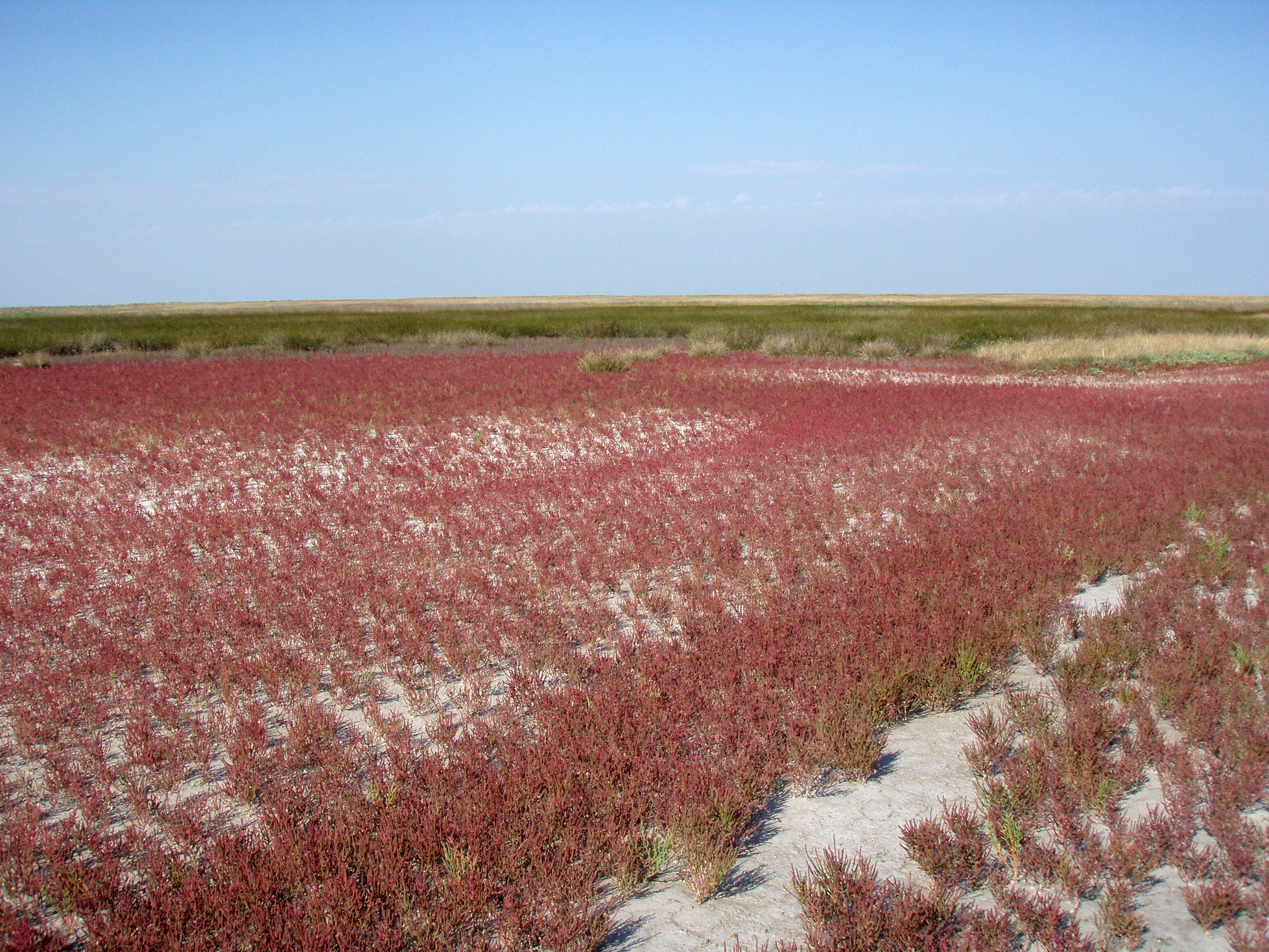
Ландшафт низменности: солонцы

Климат умеренно жаркий, с умеренно мягкой зимой, очень засушливый в западной части и засушливый в восточной части области.
Геология. Низменность соответствует Индоло-Кубанскому краевому прогибу, представляя его сухопутную часть, Скифской плиты. Полого наклонная волнистолощинная поверхность равнины состоит из красно-бурых глин с прослоями галечников и из лёссовидных суглинков. В долинах рек речные галечники перекрыты суглинками до 3-5 м мощности.
Почвы: тёмно-каштановые низкогумусоаккумулятивные (на лёссовых породах). Встречаются солонцы.

## Природа
Природа Индольской низменности представлена типичными типчаково-ковыльными и разнотравно-типчаково-ковыльными степями. Здесь встречаются лесополосы, крайне мало садов и виноградников. Нет лесов.
Для охраны природных комплексов создан Арабатский заказник, с общей площадью 600 га.